# Coelorinchus caribbaeus
Coelorinchus caribbaeus är en fiskart som först beskrevs av Goode och Bean, 1885.  Coelorinchus caribbaeus ingår i släktet Coelorinchus och familjen skolästfiskar. Inga underarter finns listade i Catalogue of Life.